# Эчанис, Майкл
Майкл Дик Эчанис (англ. Michael Dick Echanis; 16 ноября 1950, Нампа — 8 сентября 1978, Ривас) — американский рейнджер и мастер боевых искусств. Основатель школы рукопашного боя, инструктор «зелёных беретов» и «морских котиков». Участник Вьетнамской войны. Во время Сандинистской революции — инструктор никарагуанской Национальной гвардии Анастасио Сомосы, противник сандинистов. Погиб при катастрофе военного вертолёта.

## Солдат Вьетнамской войны
Родился в католической семье баскского происхождения. Фрэнк Эчанис, отец Майкла Эчаниса, владел небольшой таверной. Детство Майкла протекало в обстановке пьяных драк, в которые с подросткового возраста он начал вступать сам и осваивать боевые навыки. Среднюю школу Майкл Эчанис окончил в Онтарио, штат Орегон. С детства интересовался военным делом, особенно Индейскими войнами.
В 1969 Майкл Эчанис поступил на военную службу в 75-й полк рейнджеров. Прошёл обучение на базах в Калифорнии и Джорджии.
В 1970 Майкл Эчанис был направлен во Вьетнам. Служил в разведывательном отряде дальнего действия. Участвовал в боях, убил минимум 29 солдат противника. В одном из боёв получил тяжёлое ранение, но выполнил боевую задачу, сохранив попавший в засаду армейский грузовик. Был награждён медалью Пурпурное сердце, Бронзовой звездой, южновьетнамским Крестом храбрости.
После ранения был эвакуирован в военный госпиталь Сан-Франциско. Срок его службы в армии США составил пятнадцать месяцев, из которых два месяца заняло участие во Вьетнамской войне.

## Мастер боевых искусств
Выписавшись из госпиталя в конце 1970, Майкл Эчанис оставил военную службу. Он вернулся в Онтарио и профессионально занялся боевыми искусствами. Тренировался в дзюдо, каратэ, тхэквондо, одно время занимался также боксом. Обучался у корейского мастера Ли Бан Джу (известен как доктор Ли), одного из основателей боевого искусства хварандо. Ли Бан Джу не сразу согласился работать с Эчанисом после длительных колебаний, настороженно относясь к человеку, прошедшему войну. Однако в итоге он дал согласие, принял Эчаниса в ученики и помог в лечении ран восточной медициной. Со своей стороны, Эчанис дал обязательство верности.
Майкл Эчанис разработал собственный двухнедельный курс рукопашного боя, который практиковался в школе доктора Ли. Однако стиль Эчаниса, основанный на идеологии «абсолютного воина», оказался неприемлемо жёстким для работы с гражданскими лицами. Его курс был введён в программу обучения Центра подготовки сил специальных операций имени Джона Кеннеди. В 1975 Эчанис был назначен старшим инструктором Центра в Форт-Брэгге (Северная Каролина). Курс Эчаниса для «зелёных беретов» основывался на системе хварандо и включал рукопашный бой, ножевой бой, стрельбу, использование подручных средств в силовом контакте, методы маскировки. В Форт-Брэгге Эчанис познакомился с Анастасио Сомосой Портокарреро («Анастасио III») — сыном тогдашнего президента Никарагуа Анастасио Сомосы Дебайле («Анастасио II»). Затем по приглашению Ричарда Марсинко Майкл Эчанис тренировал «морских котиков» на объединённой базе Литтл-Крик — Форт-Стори в Виргинии.
В 1974—1976 Майкл Эчанис редактировал журнал Солдат удачи — издание военной, антитеррористической и контрповстанческой тематики. На это время пришлась история Дэниэла Фрэнсиса Герхарта, ставшего после объявления в журнале наёмником ФНЛА в Анголе и приговорённого к смертной казни на процессе в Луанде.
Эчанис написал несколько специальных книг по рукопашному и ножевому бою. Активно пропагандировал хварандо и школу братьев Ли. Участвовал в дизайне воинского ножа, использованного в продукции Spyderco.

## Инструктор гвардейцев Сомосы
Политически Майкл Эчанис придерживался правых антикоммунистических взглядов. В 1978 он с готовностью заключил контракт с Анастасио Сомосой Дебайле, взявшись за боевую подготовку бойцов Национальной гвардии Никарагуа. В это время в Никарагуа шли ожесточённые бои между правительственными силами Сомосы и левыми повстанцами-сандинистами.
Майкл Эчанис в звании майора тренировал элитные части гвардейцев по методике «зелёных беретов». Преподавал в пехотной школе, начальником которой был Анастасио III. Президент Сомоса высоко ценил Эчаниса и возлагал на него большие надежды. Это отношение Сомоса выразил и после свержения — в своей книге Nicaragua Betrayed (Преданная Никарагуа). Эчанис упомянут среди тех американцев, которые «останавливали наступление коммунизма в Никарагуа» вопреки «предательской» позиции администрации Джимми Картера.
Существуют предположения, что Эчанис действовал в Никарагуа в качестве агента ЦРУ. Однако эта версия не имеет документальных подтверждений. Известные связи Эчаниса с ЦРУ ограничивались дружескими личными отношениями с конкретными сотрудниками.
22 августа 1978 года сандинисты во главе с Эденом Пасторой совершили операцию Chanchera — «Свинарник»: захватили в Манагуа Национальный дворец и взяли в заложники несколько десятков представителей сомосистской элиты. Майкл Эчанис настаивал на жёстком силовом решении. Однако Сомоса предпочёл выполнить требования сандинистов. После этого отношения между Эчанисом и Сомосой заметно ухудшились.
Через две с небольшим недели после захвата дворца в Манагуа Майкл Эчанис, его напарник Чак Сандерс, инструктор Нацгвардии Нгуен Ван Нгуен и генерал Хосе Алегретт погибли при катастрофе армейского вертолёта близ никарагуано-коста-риканской границы. Похоронен Майкл Эчанис на католическом кладбище Святого Иоанна в Онтарио.

## Память
Соболезнование семье Майкла Эчаниса выразил президент Картер, посмертно поблагодаривший его за службу Америке.
Майкл Эчанис является прототипом персонажа фильма в жанре «чёрной комедии» The Men Who Stare at Goats — Мужчины, пялящиеся на коз. Роль старшего сержанта Бена Эчмейера исполняет Морс Бикнелл.
Имя Майкла Эчаниса было известно в СССР в связи с его ролью в никарагуанских событиях. Однако первые упоминания появились не в 1978 году, когда Эчанис участвовал в военных действиях, а значительно позже — в середине 1980-х, во время гражданской войны в Никарагуа. Советские пропагандистские источники называли Эчаниса доверенным военным консультантом Сомосы и довольно точно описывали его внешность. Однако при этом утверждалось, будто Эчанис был убит в бою юным сандинистом Рамиресом, который сам погиб под пулями гвардейцев Сомосы. Эта версия совершенно не соответствует действительности, происхождение её непонятно.
В 2013 американский журнал боевых искусств Black Belt включил Майкла Эчаниса в свой «зал славы», отметив, что «поставленная им высокая планка ещё никем не достигнута».